# Săliște
Săliște is een stad (oraș) in het Roemeense district Sibiu. De stad telt 5781 inwoners (2002).